# Malaxis macrostachya
Malaxis macrostachya là một loài thực vật có hoa trong họ Lan. Loài này được (Lex.) Kuntze mô tả khoa học đầu tiên năm 1891.